# Mattia Furlani
Mattia Furlani (* 7. Februar 2005 in Marino) ist ein italienischer Leichtathlet, der im Hoch- und Weitsprung an den Start geht. Er ist aktuell Inhaber des U20-Europarekordes im Weitsprung in der Halle und gewann 2024 mit nur 19 Jahren die Bronzemedaille bei den Olympischen Spielen in Paris. Auch seine ältere Schwester Erika Furlani ist als Hochspringerin aktiv.

## Sportliche Laufbahn
Erste internationale Erfahrungen sammelte Mattia Furlani im Jahr 2021, als er bei den U20-Europameisterschaften in Tallinn mit übersprungenen 2,15 m den siebten Platz im Hochsprung belegte. Im Jahr darauf siegte er bei den U18-Europameisterschaften in Jerusalem mit einem Sprung über 2,15 m und siegte auch im Weitsprung mit 8,04 m. Anschließend belegte er bei den U20-Weltmeisterschaften in Cali mit 2,05 m den achten Platz im Hochsprung und gelangte im Weitsprung mit 7,76 m auf Rang sieben. 2023 schied er bei den Halleneuropameisterschaften in Istanbul mit 7,57 m in der Qualifikationsrunde aus und siegte dann im Juni mit 8,24 m bei den FBK Games 2023. Zuvor sprang er in Savone windunterstützte 8,44 m. Kurz darauf wurde er bei der 1. Liga der Team-Europameisterschaft im Rahmen der Europaspiele in Chorzów mit 7,97 m Zweiter im Weitsprung und sicherte sich damit ligenübergreifend die Silbermedaille hinter dem Griechen Miltiadis Tendoglou. Im August siegte er bei den U20-Europameisterschaften in Jerusalem mit neuem Meisterschaftsrekord von 8,23 m und schied anschließend bei den Weltmeisterschaften in Budapest mit 7,85 m in der Qualifikationsrunde aus. Im Jahr darauf steigerte er seine Bestleistung in der Halle auf 8,34 m und gewann im März bei den Hallenweltmeisterschaften in Glasgow mit 8,22 m die Silbermedaille hinter dem weitengleichen Griechen Miltiadis Tendoglou. Mitte Mai verbesserte er in Savona den U20-Weltrekord auf 8,36 m und anschließend gewann er bei den Europameisterschaften in Rom mit neuem U20-Weltrekord von 8,38 m die Silbermedaille hinter dem Griechen Miltiadis Tendoglou. Im August sicherte er sich bei den Olympischen Sommerspielen in Paris mit 8,34 m im Finale die Bronzemedaille hinter dem Griechen Tendoglou und Wayne Pinnock aus Jamaika.
2025 gewann er bei den Halleneuropameisterschaften in einem sehr engen Wettkampf mit 8,12 m die Silbermedaille hinter dem Bulgaren Boschidar Sarabojukow. Kurz darauf siegte er mit 8,30 m bei den Hallenweltmeisterschaften in Nanjing.
2024 wurde Furlani italienischer Hallenmeister im Weitsprung.

## Persönliche Bestleistungen
- 200 Meter: 21,12 s (−0,1 m/s), 7. Mai 2023 in Florenz
- Hochsprung: 2,17 m, 26. September 2021 in Brescia
- Weitsprung: 8,38 m (−0,5 m/s), 8. Juni 2024 in Rom (U20-Weltrekord)

## Auszeichnungen (Auswahl)
- Europas Leichtathlet des Jahres: Aufsteiger des Jahres (2023)